# Tasmanoonops insulanus
Tasmanoonops insulanus är en spindelart som beskrevs av Forster och Norman I. Platnick 1985. Tasmanoonops insulanus ingår i släktet Tasmanoonops och familjen Orsolobidae.
Artens utbredningsområde är Tasmanien. Inga underarter finns listade i Catalogue of Life.